# Costifer vasiformis
Costifer vasiformis är en svampdjursart som beskrevs av Wilson 1925. Costifer vasiformis ingår i släktet Costifer och familjen Isoraphiniidae.
Artens utbredningsområde är havet kring Filippinerna. Inga underarter finns listade i Catalogue of Life.